# Тейлор, Джоди
Джоди Ли Тейлор (англ. Jodie Lee Taylor; род. 17 мая 1986, Биркенхед, Мерсисайд) — английская футболистка, нападающая. Бронзовый призёр чемпионата мира 2015 года.

## Биография
Родилась 17 мая 1986 года в Беркенхеде (графство Мерсисайд).
Профессиональную карьеру начала в 2002 году в составе команды «Транмир Роверс». В 2006 году перебралась в США. Окончила Орегонский университет.
Выступала за американские,  канадские, австралийские и шведские клубы. Становила лучшим бомбардиром чемпионата Австралии в сезоне 2013/14. В 2016 году вернулась в Англию, где подписала контракт с женской командой «Арсенала».
За первую сборную Джоди Тейлор играет с 2014 года. Она была вызвана тренером англичанок Марком Сэмпсоном на тренировочный сбор в январе, но по причине  травмы не смогла принять участие в товарищеском матче против команды Норвегии и была заменена на Изобель Кристиансен.
Полноценный дебют Джоди за сборную состоялся в августе того же года в игре со шведками, который англичанки выиграли со счётом 4:0. Первый свой  гол за сборную она забила 6 августа 2015 года в матче турнира Cyprus Cup в ворота сборной Австралии (3:0).
На мировом первенстве 2019 года, который проходил в июне во Франции, Джожи во втором матче сборной Англии против Аргентины забила гол на 62-й минуте и помогла своей команде победить со счётом 1:0.
Её избранницей стала новозеландская футболистка нападающая Эмма Кит, вместе с ней они играли за австралийский «Сидней».